# Christian Bækgaard
 Der er for få eller ingen kildehenvisninger i denne artikel, hvilket er et problem. Du kan hjælpe ved at angive troværdige kilder til de påstande, som fremføres i artiklen.

Christian Müller Bækgaard (født 4. februar 1984 i Slagelse) er en dansk journalist og tv-vært på TV 2 News.
Christian Bækgaard er student fra Slagelse Gymnasium og er uddannet journalist på ved Center for Journalistik, Syddansk Universitet.
Fra 2013 var han ansat på TV 2 Lorry, hvor han fungerede som tv-vært på nyhedsudsendelserne samt vært på debatprogrammet Meningsmaskinen.
Fra 2015 har han været ansat på TV 2 Sporten.
Fra 2019 har han fungeret som tv-vært på TV 2 News.
I 2017 deltog han i sæson 14 af Vild med dans, sammen med den professionelle danser Mille Funk.